# Ochyrocera quinquevittata
Ochyrocera quinquevittata är en spindelart som beskrevs av Simon 1891. Ochyrocera quinquevittata ingår i släktet Ochyrocera och familjen Ochyroceratidae. Inga underarter finns listade i Catalogue of Life.